# Dəlləkli, Quba
Dəlləkli (được gọi là Petropavlovka cho đến năm 1992) là một làng đô thị thuộc vùng Quba của Azerbaijan. Có dân số là 826 người.